# Pseudopterobryum
Pseudopterobryum là một chi rêu trong họ Pterobryaceae.